# Raimondas Kuodis
Raimondas Kuodis (ur. 1 sierpnia 1971 w Wilnie) – litewski ekonomista, nauczyciel akademicki i polityk, w latach 2011–2023 wiceprezes Banku Litwy, poseł na Sejm Republiki Litewskiej.

## Życiorys
W 1993 wstąpił do Związku Ojczyzny. W 1994 ukończył cybernetykę ekonomiczną oraz stosunki międzynarodowe i nauki polityczne na Uniwersytecie Wileńskim. Doktoryzował się w 2002. Od 1998 jako nauczyciel akademicki związany z macierzystą uczelnią, w 2014 uzyskał profesurę. W pracy badawczej zajął się kwestiami dotyczącymi polityki pieniężnej, unii gospodarczych i walutowych, aspektów wprowadzenia na Litwie euro oraz międzynarodowych rynków finansowych. W latach 2002–2006 pełnił funkcję redaktora naczelnego czasopisma „Pinigų studijos”.
W połowie lat 90. był urzędnikiem ministerstwa gospodarki. Od 1996 pracował w banku centralnym. Był m.in. dyrektorem departamentów i dyrektorem centrum badań ekonomicznych. Wchodził w skład zarządu Banku Litwy, od 2011 do 2023 zajmował stanowisko wiceprezesa zarządu. W 2023 powołany na doradcę premier Ingridy Šimonytė. W wyborach w 2024 z ramienia TS-LKD uzyskał mandat deputowanego na Sejm Republiki Litewskiej.